# Богатыревка (Вольнянский район)
Богатыревка (укр. Богатирівка) — село,
Люцернянский сельский совет,
Вольнянский район,
Запорожская область,
Украина.
Код КОАТУУ — 2321582703. Население по переписи 2001 года составляло 1239 человек.

## Географическое положение
Село Богатыревка находится в 3-х км от левого берега реки Вольнянка и
в 4-х км от левого берега реки Днепр,
на расстоянии в 2,5 км от села Люцерна.
По селу протекает пересыхающий ручей с запрудой.

## История
- Село Богатыревка основано в 1920-х годах.

## Объекты социальной сферы
- Клуб.
- Дом культуры.
- Фельдшерско-акушерский пункт.